# Holbæk ved Fjorden
|  | Denne artikel er oprettet af botten PalnaBot ud fra en ekstern database. Den kan derfor have sproglige fejl eller mangler. Denne skabelon kan fjernes efter kontrol af indholdet. |

Holbæk ved Fjorden er en film instrueret af K.M. Riedewaldt-Schøtt.

## Handling
Fra det gamle Holbæk - Holbæk museum - Den gamle købmandsgård - Hovedgaden med torvepladsen - Havnen - Skibs- og bådebyggeriet - Fiskernes fællessalg - Jernstøberiet - Motorfabrik - Cementstøberiet - Hørdyrkning på Holbækegnen - Vandrehjemmet - Sportsliv på fjorden, strandparken - Tveje Merløse Kirke - Grøntved bakker og Maglesø - Munkholm.